# Oxyopes lineatipes
Oxyopes lineatipes is een spinnensoort in de taxonomische indeling van de lynxspinnen (Oxyopidae).
Het dier behoort tot het geslacht Oxyopes. De wetenschappelijke naam van de soort werd voor het eerst geldig gepubliceerd in 1847 door Carl Ludwig Koch.

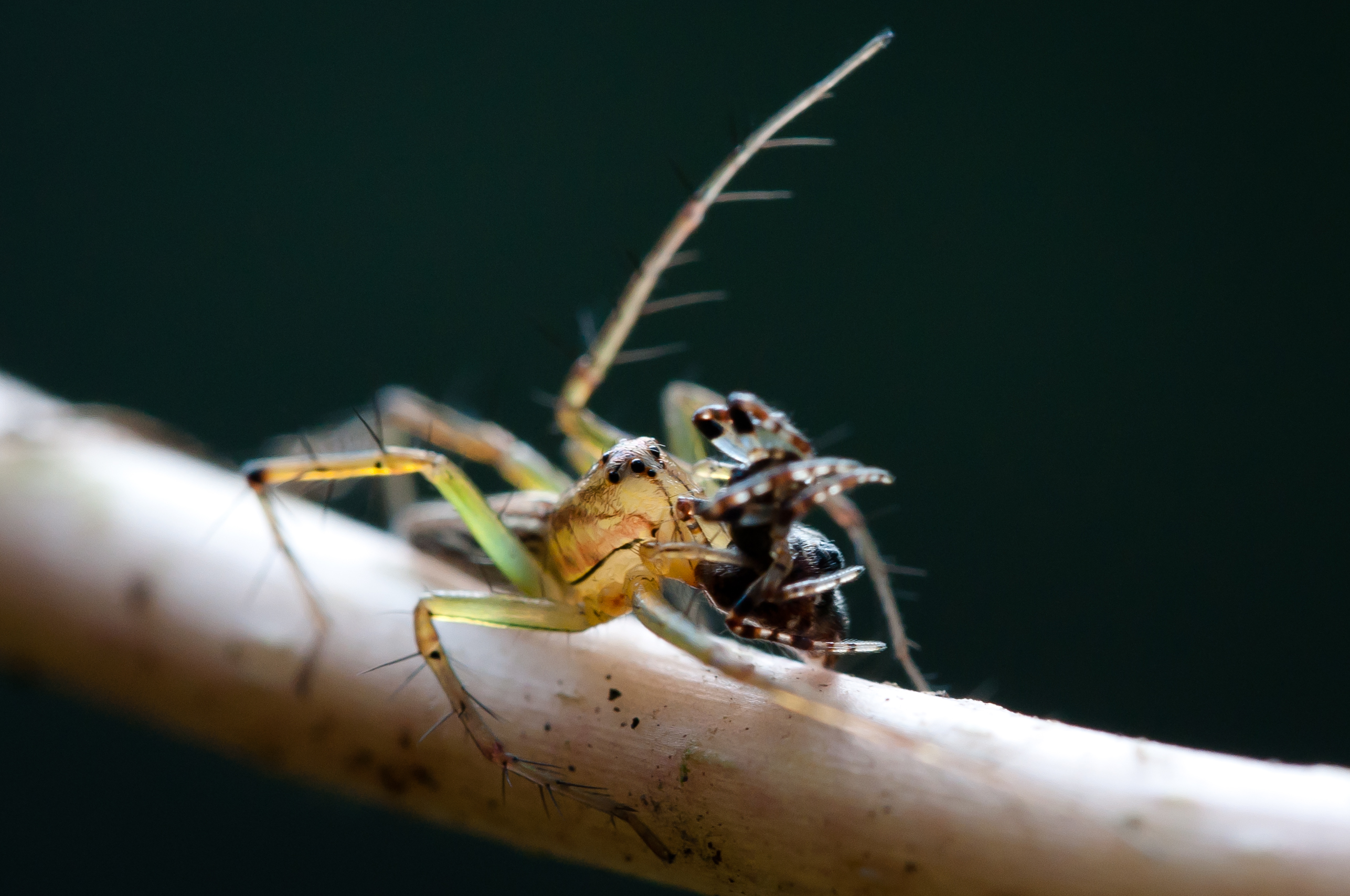
Oxyopes lineatipes - Nationaal park Khao Yai, Thailand